# Juan Arango
Pour les articles homonymes, voir Arango.
Juan Fernando Arango Sáenz est un footballeur vénézuélien né le 16 mai 1980 à Maracay (Venezuela). Il évolue au poste de milieu offensif.

## Biographie

### En club
Le 14 février 2013, Arango inscrit deux coups francs en Ligue Europa contre la Lazio Rome, score final 3-3.

### En équipe nationale
Il débute en équipe nationale le 27 janvier 1999 contre le Danemark.

## Statistiques

### En sélection nationale
| Saison                | Sélection             | Phases finales          | Phases finales | Phases finales | Phases finales | Éliminatoires CDM | Éliminatoires CDM | Éliminatoires CDM | Matchs amicaux | Matchs amicaux | Matchs amicaux | Total | Total | Total |
| Saison                | Sélection             | Compétition             | M              | B              | Pd             | M                 | B                 | Pd                | M              | B              | Pd             | M     | B     | Pd    |
| --------------------- | --------------------- | ----------------------- | -------------- | -------------- | -------------- | ----------------- | ----------------- | ----------------- | -------------- | -------------- | -------------- | ----- | ----- | ----- |
| 1998-1999             | Venezuela             | Copa América 1999       | 1              | 0              | 1              | -                 | -                 | -                 | 4              | 0              | 0              | 5     | 0     | 1     |
| 1999-2000             | Venezuela             | -                       | -              | -              | -              | 3                 | 0                 | 0                 | 5              | 0              | 0              | 8     | 0     | 0     |
| 2000-2001             | Venezuela             | Copa América 2001       | 3              | 0              | 0              | 4                 | 1                 | 0                 | -              | -              | -              | 7     | 1     | 0     |
| 2001-2002             | Venezuela             | -                       | -              | -              | -              | 3                 | 1                 | 0                 | 1              | 0              | 0              | 4     | 1     | 0     |
| 2002-2003             | Venezuela             | -                       | -              | -              | -              | -                 | -                 | -                 | 7              | 3              | 0              | 7     | 3     | 0     |
| 2003-2004             | Venezuela             | Copa América 2004       | 3              | 0              | 1              | 7                 | 3                 | 0                 | 3              | 2              | 0              | 13    | 5     | 1     |
| 2004-2005             | Venezuela             | -                       | -              | -              | -              | 6                 | 0                 | 4                 | -              | -              | -              | 6     | 0     | 4     |
| 2005-2006             | Venezuela             | -                       | -              | -              | -              | 3                 | 1                 | 1                 | 2              | 0              | 1              | 5     | 1     | 2     |
| 2006-2007             | Venezuela             | Copa América 2007       | 4              | 1              | 1              | -                 | -                 | -                 | 6              | 1              | 1              | 10    | 2     | 2     |
| 2007-2008             | Venezuela             | -                       | -              | -              | -              | 6                 | 1                 | 0                 | 6              | 0              | 1              | 12    | 1     | 1     |
| 2008-2009             | Venezuela             | -                       | -              | -              | -              | 7                 | 2                 | 0                 | -              | -              | -              | 7     | 2     | 0     |
| 2009-2010             | Venezuela             | -                       | -              | -              | -              | 4                 | 0                 | 1                 | -              | -              | -              | 4     | 0     | 1     |
| 2010-2011             | Venezuela             | Copa América 2011 4e    | 6              | 1              | 1              | -                 | -                 | -                 | 6              | 2              | 2              | 12    | 3     | 3     |
| 2011-2012             | Venezuela             | -                       | -              | -              | -              | 5                 | 0                 | 2                 | 2              | 0              | 1              | 7     | 0     | 3     |
| 2012-2013             | Venezuela             | -                       | -              | -              | -              | 7                 | 3                 | 1                 | 2              | 0              | 1              | 9     | 3     | 2     |
| 2013-2014             | Venezuela             | -                       | -              | -              | -              | 3                 | 0                 | 0                 | 1              | 0              | 0              | 4     | 0     | 0     |
| 2014-2015             | Venezuela             | Copa América 2015       | 3              | 0              | 0              | -                 | -                 | -                 | 4              | 1              | 0              | 7     | 1     | 0     |
| 2015-2016             | Venezuela             | Copa América Centenario | -              | -              | -              | -                 | -                 | -                 | 2              | 0              | 0              | 2     | 0     | 0     |
| Total sur la carrière | Total sur la carrière | Total sur la carrière   | 20             | 2              | 4              | 58                | 12                | 9                 | 51             | 9              | 7              | 129   | 23    | 20    |

## Palmarès
- CF Pachuca
  - Vainqueur de la Coupe des champions de la CONCACAF : 2002